# S/S Sikla
S/S Sikla var en ångslup, troligen byggd 1851 för persontrafik på Hammarby sjö, Sicklasjön och Järlasjön i nuvarande Stockholms och Nacka kommuner. S/S Sikla var uppkallad efter Stora Sickla gård och var den allra första  ångslupen som gick i reguljär trafik på detta sjösystem.

## Historik

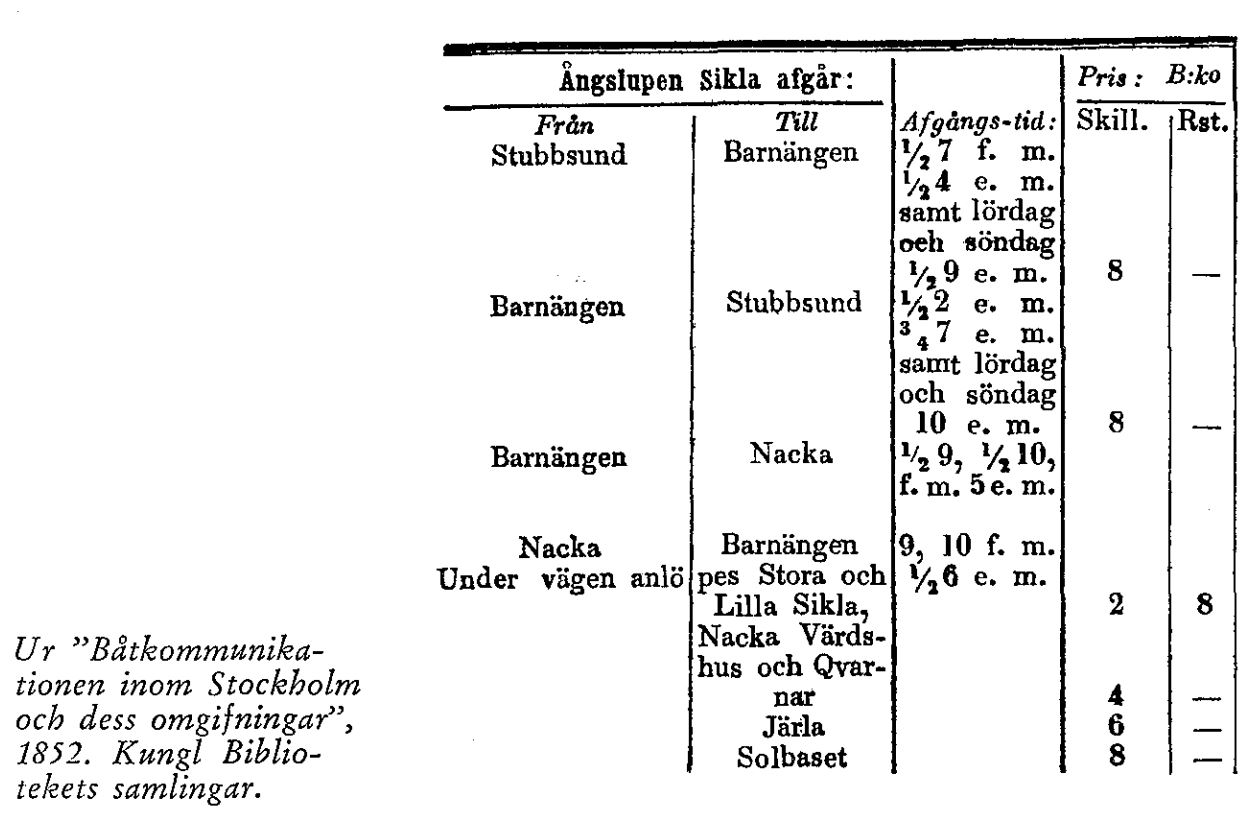
Ångslupen Siklas tidtabell 1852.

Den 6 september 1851 startade S/S Sikla med turer från Danvikstull i norra viken av Hammarby sjö till Stubbsund vid Järlalsjöns ostligaste del. Året därpå gick S/S Sickla istället mellan Barnängen och Stubbsund. Mellanliggande bryggor var Stora och Lilla Sickla, Nacka värdshus, Nacka kvarnar, Järla gård och torpet Solbaset (i dagens Fannydalsområdet). Det mest populära målet var Nacka värdshus som låg söder om sundet mellan Sicklasjön och Järlasjön. Dit kunde man resa för 4 skilling, samma pris som de konkurrerande kullbåtarna begärde för roddturen från Vintertullen på Södermalm. 1855 var troligen det sista året för trafiken med S/S Sikla. Därefter sköttes persontransporten åter enbart av kullbåtarna och från och med 1863 tog ångslupen S/S Nackanäs över.
Om själva fartyget finns knappt några uppgifter och inte heller om dess rederi. Troligen var S/S Sikla hjuldriven och hade träskrov, enligt en uppgift kunde den ta 32 passagerare. Fartyget hade förmodligen en del brister eftersom kullbåtstrafik fortsatte under hela Siklas tid. Den kallades i folkmun för Lungsoten vilket illustrerar båtens skröplighet. Det var troligen det som låg bakom Siklas slut och att Nacka värdshus fick stänga varigenom ett viktigt kundunderlag föll bort.